# Epensteinplatz
Der Epensteinplatz ist ein Platz im Berliner Ortsteil Reinickendorf des gleichnamigen Bezirks. Die Wohnanlage Epensteinplatz ist in gelistetes Baudenkmal.

## Geschichte
Der Mediziner und Grundstückseigentümer Hermann Louis Traugott Epenstein (1821–1892) kaufte einen Großteil des Geländes westlich der Provinzstraße, dem ehemaligen Eichbornschen Gelände des Kaufmannes Louis Eichborn. Nach dem Kauf wurde das Gebiet 1893 parzelliert und ein Bebauungsplan angelegt. Noch im selben Jahr wurden mittig der Epensteinplatz und die Epensteinstraße angeleget. Zu dem von Epenstein erworbenen Grundstück zählten auch die östlichen Abschnitte der Schwabstraße, der Pankower und Letteallee. Da an den Bauparzellen wenig Interesse bestand, kaufte sie später der Kaufmann R. Benedictus. Seit dem Jahr 1903 gehörten die Parzellen der Berlin-Reinickendorf Tarraingeselschaft mbH, die noch einige Parzellen an andere Bauherren verkaufte. Im Jahr 1913 begann dann die Bebauung des östlichen Teiles des Gebietes. Das Gebiet um den Epensteinplatz wurde erst von 1929 bis 1930 durch die Grundstücks-Verwaltungsgesellschaft Epensteinplatz mbH mit städtischen Mietshäusern bebaut. Als Architekten fungierten hier Keller und Prömmel. Die so entstanden Hausnummern Epensteinstraße 13 sowie Schwabstraße 15, 17, 19, 21 und 23 stehen heute unter Denkmalschutz.